# Dandy–Walkerov sindrom
Dandy-Walkerov sindrom (DWS) ili Dandy-Walkerov kompleks je skupina kongenitalnih moždanih malformacija što zahvaća mali mozak i tekućinom ispunjene prostore oko njega. Ključno svojstvo sindroma je djelomična (hipoplazija) ili potpuna (aplazija) nedostatnost dijela mozga koji se nalaze između dvije hemisfere malog mozga (vermis malog mozga).

## Epidemiologija
Dandy-Walkerov kompleks se pojavljuje genetski sporadično i u to jedan u svakih 25 000 – 35 000 živorođenih, s time da se češće pojavljuje u ženske djece (1:1,5 = m:ž)

## Etiopatogeneza
Smatra se da je etiologija multifaktorska. Ponekada se može dokazati autosomno recesivno nasljeđivanje. Povezuje se s intrauterinim izlaganjem citomegalovirusu ili rubella virusu te nekim lijekovima poput varfarina. Poremećaj se razvija već in utero.

### Veza s genetskim ciliopatijama
Donedavno medicinska literatura nije naznačivala vezu između mnogih genetskih poremećaja. Kao rezultat novih genskih istraživanja mnoge od njih su izrazito srodne u korijenu svog poremećaja, unatoč različitim kliničkim prezentacijama. Naime, tako se dokučilo da je Dandy-Walkerov sindrom jedna od genetskih ciliopatija. Podliježeći uzrok bi bio disfunkcionalni molekularni mehanizam primarnih trepetljikavih (cilijarnih) struktura stanice – organela koje se nalaze svugdje u organizmu. Cilijarni defekti odveć pogađaju brojne razvojne signalne puteve koji su esencijalni za stanični razvoj  - tako se rađa i hipoteza što sugerira multisimptomatsku prirodu velikog broja sindroma i bolesti. Poznate ciliopatije uključuju primarnu cilijarnu diskineziju, Bardet-Biedlov sindrom, bolest policističnih bubrega i jetre, nefronoftiza, Alstromov sindrom, Meckel-Gruberov sindromi neki oblici retinalne degeneracije. Još uvijek se istražuju genske povezanosti s Dandy-Walkerovim sindromom.

### Veza sa sindromom PHACES
Nedavna istraživanja su naišla na povećanu pojavnost Dandy-Walkerovog sindroma u sindromu PHACES (spektar neurokutanih anomalija koji uključuje abnormalnosti stražnje lubanjske jame, hemangiomi lica, cerebrovaskularne arterijske abnormalnosti, srčani defekti najčešće u smislu koarktacije aorte, anomalije oka, defekti prsne kosti, supraumbilikalne rafe).

## Patologija
Ključne značajke sindroma su povećanje četvrte moždane klijetke i proširena stražnja lubanjska jama, djelomična ili potpuna odsutnost vermisa malog mozga, stražnjeg središnjeg područja kore malog mozga odgovornog za koordinaciju muskulature trupa te cistične formacije blizu unutarnje baze lubanje. Povećanje veličine likvorskih prostora te povećanje intrakranijskog tlaka (blok ili atrezija Magendiejevog i Luschkinog otvora), visoko smješten tentorij budu isto prisutni.
Dandy-Walkerov sindrom često je povezivan s poremećajima ostalih područja središnjeg živčanog sustava kao ageneza corpusa callosuma, skup aksona što povezuje dvije moždane hemisfere.

## Prezentacija
Sindrom može imati dramatičnu prezentaciju ili se razvijati neprimjetno.
Simptome možemo podijeliti po trenutku pojavnosti, u one:
- koji se javljaju u ranijem djetinjstvu (ili kongenitalno)
- koji se javljaju u kasnijem ili kasnom djetinjstvu (prije ili poslije srastanja sutura).

Simptome također dijelimo klinički:
- motoričke disfunkcije
- senzorne disfunkcije
- disfunkcije autonomnog živčanog sustava
- poremećaji kvalitete svijesti
- čija je pojavnost povezana s ostalim intrauterinim malformacijama ploda

Simptomi, koji se pojavljuju u ranom djetinjstvu, uključuju sporiji motorički razvoj i progresivno povećanje lubanje. U ostale djece mogu se pojaviti raznoliki simptomi povišenog itrakranijskog tlaka -  iritabilnost, povraćanje i epileptičke napadaje (naime konvulzije nalazimo u 15% pacijenata) ili znakovi disfunkcije malog mozga poput nestabilnosti i manjka mišićne koordinacije ili nistagmus. U male djece kojima suture lubanje još uvijek nisu srasle te se unutrašnjost kranija može neometano širiti (što se može prezentirati kao abnormalna cirkumferencija vrška glave, kao izbočenje prednje fontanele ili izbočenje na stražnjoj strani vrata – zatiljna encefalokela) ne moraju postojati izraženi simptomi povišenog intrakranijskog tlaka, dok kod starije djece, kojima su srasle lubanjske suture, češće nailazimo na probleme s koordinacijom, vidom (poremećaj vida nastaje radi razvoja zastojne papile, no problemi s vidom mogu nastati i radi retinalne disgenezije tako da od samog početka života postoji prekid veze između mozga i vidnog živca), kvalitetom svijesti i pulsatilni tinitus (šum sinkron s pulsom) što bi isto bile manifestacije povišenog intrakranijskog tlaka. 
Naime, hidrocefalus zbog porasta intrakranijskog tlaka u Dandy-Walker sindromu se javlja u 90% pacijenata, što obuhvaća 12% svih slučajeva urođenog hidrocefalusa (uzrokovan blokiranjem Magendiejevog i Luschkinog otvora).
U preostale simptome spadaju problemi sa živcima koji kontroliraju pokrete očiju, najčešće je u pitanju šesti kranijalni živac (n. abducens), lica i vrata te abnormalni uzorci disanja (bradipneja), usporen intelektualni razvoj i trajni gubitak vida. Dandy-Walkerov sindrom može biti povezivan i s malformacijama srca, lica, udova, prstiju ruku ili nogu te nenormalnostima središnje linije poput infundibularnog hamartoma, lipoma moždanog debla, ektopije donjih oliva.

### Klasifikacija
S obzirom na to da Dandy-Walkerov kompleks nije samostalni patološki entitet, već skup više koegzistentnih razvojnih moždanih abnormalnosti, možemo naići na Dandy-walkerov kompleks u četiri oblika. To bi bili: 
- Dandy-Walkerova malformacija
- Dandy-Walkerova varijanta
- Mega cisterna magna
- arahnoidna cista stražnje lubanjske jame

#### Malformacija
Dandy-Walkerova malformacija je najozbiljnija prezentacija sindroma. Stražnja je lubanjska jama povećana i tentorij je visoko postavljen. Postoji djelomična ili potpuna ageneza vermisa malog mozga. Isto tako nalazimo cistično proširenje četvrte moždane klijetke koja ispunjava stražnju lubanjsku jamu što često rezultira hidrocefalusom i s komplikacijama zbog drugih pridruženih kongenitalnih stanja poput spine bifide. 

#### Varijanta
Drugi oblik je varijantni Dandy-Walkerov sindrom koji je manje ozbiljno stanje od malformacije Dandy-Walkerovog sindroma. Pod tim oblikom možemo naići na jako opsežan skup simptoma i ishoda Dandy-walkerovog kompleksa. Mnogi pacijenti koji jednostavno ne potpadaju pod ostale oblike vođeni su pod dijagnozom varijantnog oblika Dandy-Walkerovog kompleksa. Četvrta moždana klijekta je samo blago uvećana, vermis malog mozga je hipoplastičan te može perzistirati s cistama različitih veličina. Te promjene nastaju radi otvorene komunikacije između stražnje, donje stijenke četvrte moždane klijetke i cisterne magne kroz uvećanu valleculu. Pacijenti se prezentiraju s hidrocefalusom u 25%, a varijacije u supratentorijalnom području središnjeg živčanog sustava su još rjeđe - 20%. Nema tokularno-lambdoidne inverzije koja je inače prisutna u malformaciji Dandy-Walkerovog sindroma. Treća i lateralne moždane klijetke te moždano deblo su normalni.

#### Mega cisterna magna
Sastoji se od uvećane stražnje lubanjske jame susljedno uvećanju cisterne magne s normalnim vermisom malog mozga i četvrtom moždanom klijetkom.

#### Arahnoidna cista
Razvojne retrocerebelarne arahnoidne ciste su rijetke, ali klinički bitne. Ciste poguravaju naprijed četvrtu moždanu klijetku i mali mozak te pokazuju važan spaciokompresivni učinak. Naime, vermis je postojan u ovoj inačici kompleksa. Izrazito je bitno razlikovati verziju Dandy-Walkerovog sindroma s arahnoidnim cistama od Dandy-Walkerove malformacije zbog različitog terapijskog (kirurškog) pristupa.

## Dijagnostika
Moguća je prenatalna dijagnoza ultrazvučnim aparatom. Sindrom može biti povezan s abnormalnostima kariotipa tako da je i amniocenteza jedna od ranih dijagnostičkih mogućnosti. Postoji relativna kontraindikacija za uzimanje varfarina tijekom trudnoće, pogotovo u prvom tromjesečju, kad je rizik za uzrokovanja Dandy-Walkerovog sindroma najviši. 
Dijagnozu u već rođene djece možemo postaviti neuroradiološki – UZV, MR, CT (s time da se ultrazvučno dijagnoza postavlja, a magnetom rezonancijom potvrđuje i detaljno evaluira, u smislu razlikovanja varijanti Dandy-Walkerovog kompleksa i kirurške procjene terapije).

Dijagnoza se najčešće postavlja u djece u dobi od 3-4 godine s time da uobičajeno postavljanje dijagnoze varira od 9 mjeseci do 12 godina.

## Terapija
Terapija je simptomatska, ako za njom ima potrebe. Jedan od tretmana je plasiranje posebne cijevi (shunt) za regulaciju intrakranijskog tlaka da bi se kontroliralo naticanje mozga. Endoskopska ventrikulostomija (treće klijetke) isto je jedna od opcija.
Terapija može obuhvaćati različite aspekte – radna terapija, fizioterapija, logopedska terapija te specijalizirani oblici nastave. To ovisi o individualnim slučajevima. Roditelji djeteta s Dandy-Walkerovim sindromom mogu tražiti genetičko savjetovanje, ako odluče imati još djece.

## Prognoza
Spektar ishoda u Dandy-Walkerovom sindromu je širok. Statistike smrtnosti često su sakupljane i obrađivane od neurologa koji sudjeluju u liječenju najgorih oblika bolesti što se reflektira na tzv. visoku stopu smrtnosti i sumornu prognozu.
Djeca s manje izraženim simptomima mogu imati normalan intelektualan razvoj, djeca s ozbiljnim oblikom malformacije mogu se prezentirati s mentalnom retardacijom. Smatra se da oko polovine pacijenata pokazuje simptome usporenog intelektualnog razvoja. Dugotrajnost života ovisi o ozbiljnosti simptoma i udruženim malformacijama. Istovremena pogođenost i drugim kongenitalnim defektima dovodi do skraćenja života.
Viša smrtnost je povezana s pogađanjem i ostalih organskim sustavima u odnosu na samostalnu pojavnost Dandy-Walkerovog sindroma.

## Eponim
Sindrom je dobio ime po Walteru Dandyju i Arthuru Earlu Walkeru, američkim neurokirurzima 20. stoljeća koji su prvi opisivali poremećaj.

## Vanjske poveznice
- http://neurosurgery.ucla.edu/body.cfm?id=139  Arhivirana inačica izvorne stranice od 7. srpnja 2010. (Wayback Machine)
- http://www.dandy-walker.org/
- http://www.angelphace.com/phace.php  Arhivirana inačica izvorne stranice od 18. lipnja 2012. (Wayback Machine)
- http://www.whonamedit.com/synd.cfm/433.html
- http://emedicine.medscape.com/article/408059-overview
- http://www.cde.state.co.us/cdesped/download/pdf/blv-DandyWalkerSyndrome.pdf  Arhivirana inačica izvorne stranice od 25. svibnja 2012. (Wayback Machine)

|  | Molimo pročitajte upozorenje o korištenju medicinskih informacija. Ne provodite liječenje bez savjetovanja s liječnikom! |